# Coreius cetopsis
Coreius cetopsis är en fiskart som först beskrevs av Kner, 1867.  Coreius cetopsis ingår i släktet Coreius och familjen karpfiskar. Inga underarter finns listade i Catalogue of Life.